# El fin de Sheila
El fin de Sheila (título original en inglés The Last of Sheila) es una película de misterio estadounidense de 1973 dirigida por Herbert Ross y escrita por Anthony Perkins y Stephen Sondheim. Fue protagonizada por Richard Benjamin, Dyan Cannon, James Coburn, Joan Hackett, James Mason, Ian McShane y Raquel Welch.
La película fue lanzada con críticas positivas y ha obtenido un seguimiento sólido a lo largo del tiempo. El guion de Perkins y Sondheim fue posteriormente novelizado por Alexander Edwards.

## Argumento
En un crucero de placer por el Mediterráneo de una semana a bordo del yate del productor de cine Clinton Greene, los invitados incluyen: la actriz Alice Wood; su esposo, el gerente de talentos Anthony Wood; la secretaria convertida en agente de talentos Christine; el guionista Tom Parkman y su esposa Lee; y el director de cine Philip Dexter. El viaje es en realidad un reencuentro; con la excepción de Lee, todos estaban juntos en la casa de Clinton un año antes, la noche en que un accidente de atropello y fuga resultó en la muerte de la esposa de Clinton, la columnista de chismes Sheila Greene.
Una vez que el crucero está en marcha, Greene, un entusiasta de los juegos de salón, informa a todos que el entretenimiento de la semana consistirá en «el juego de chismes en memoria de Sheila Greene». A cada uno de los seis invitados se le asigna una ficha que contiene un secreto que debe mantenerse oculto a los demás. El objetivo del juego es descubrir el secreto de los demás mientras se protege el propio. Cada noche, el yate ancla en una ciudad portuaria del Mediterráneo diferente, donde uno de los seis secretos se revela a todo el grupo. Los invitados reciben una pista y luego se envían a tierra para encontrar la prueba de quién tiene la tarjeta que contiene ese secreto. El juego de esa noche termina cuando el poseedor real descubre la prueba. Después del juego del primer día, comienza la sospecha de que los secretos «simulados» son, de hecho, ciertos. Esto se confirma cuando Alice está hablando con un hombre fuera de cámara, cuya identidad está oculta. Ella dice que la primera carta, «TÚ eres un LADRÓN DE TIENDAS», se aplica a ella y que la atraparon robando en una tienda antes de hacerse famosa. Ella minimiza el incidente, le dice al hombre misterioso que ella tiene su secreto y le muestra su tarjeta, «TÚ eres HOMOSEXUAL». Ella dice que guardará su secreto y hay indicios de una aventura amorosa. Está ansiosa por saber cuáles son los otros secretos y un poco asustada por todo el juego.
El segundo día, Christine casi muere cuando alguien enciende las hélices del bote mientras ella nada cerca de ellos. Christine se pone histérica por la conmoción cuando el resto de los invitados acuden a su rescate. Se revela que el segundo secreto del juego es «TÚ eres HOMOSEXUAL». Por la noche, Greene se dirige a la isla designada y se prepara para el «juego» antes que los invitados. Se lleva a cabo en un monasterio, con todos los invitados vestidos con túnicas de monjes con capucha; además de la túnica, Greene está vestido como Alice, con peluca y maquillaje. Greene cae de un confesionario con heridas sangrientas en la cara, muerto. Más tarde esa noche, cuando los invitados se reúnen en el yate para discutir el juego, notan que Greene no ha regresado. Cuando Greene no se presenta al día siguiente, los invitados regresan al monasterio y descubren su cadáver. Aunque el grupo asume inicialmente que Greene murió cuando una columna de piedra se derrumbó durante la tormenta, Parkman señala varias pistas que sugieren lo contrario.
Parkman sugiere que Greene ha sido asesinado por uno de ellos. Jugando al detective, señala las pistas que él y Dexter encontraron en la escena del crimen. Sugiere que todos deberían literalmente poner sus cartas sobre la mesa. Se revelan cinco cartas, diciendo que alguien es un ladrón de tiendas, homosexual, exconvicto, informante, y abusador sexual de niños respectivamente, y Parkman demora en revelar su carta. Alice revela que ella era la ladrona de tiendas, y Parkman dice que «TÚ eres HOMOSEXUAL» se aplica a él, ya que tuvo un breve encuentro con Greene hace años, antes de casarse con Lee. Todos estos secretos son del pasado; Anthony revela que él es el exconvicto y está sorprendido de cómo Greene ha llegado a saber tanto sobre ellos, ya sea porque Sheila era una columnista de chismes, la gente confiaba en ella o debido a los chismes comunes de la industria. Dexter se pone nervioso cuando las acusaciones apuntan a que él es el abusador de niños y murmura sinsentidos tratando de encubrirlo. Christine revela que cuando era secretaria en la industria del cine, durante el macartismo, informó sobre los actores de tendencia izquierdista para avanzar en su carrera y convertirse en agente de talentos. Sintiéndose culpable, dice que ahora trata de ayudarlos a encontrar trabajo.
Finalmente, Parkman revela que tenía la tarjeta «TÚ eres un ASESINO DE ATROPELLO Y FUGA», dando a entender que la persona que atropelló y mató a Sheila y se dio a la fuga asesinó a Greene para ocultar su participación en la muerte de Sheila. Lee, que ha estado bebiendo, confiesa entre lágrimas haber matado a Sheila mientras conducía ebria el año anterior y haber matado a Clinton la noche anterior después de que él la provocó culpándola por la muerte de Sheila. Angustiada, se encierra en su cabaña, donde Parkman intenta alcanzarla, pero no puede. Poco después, la encuentran muerta, con las muñecas cortadas, en la bañera de la cabaña de Greene, y el caso parece estar cerrado.
En la última noche del crucero, la tripulación y la mayoría de los invitados van a una fiesta en tierra, pero Dexter, que no trajo dinero, permanece en el barco. Parkman ve las luces del barco encendiéndose y apagándose, y regresa para encontrar a Dexter reflexionando sobre los cabos sueltos de eventos anteriores. Dexter sospecha que Lee había «matado» un cadáver y que el verdadero asesino había reorganizado la escena para implicarla. Dexter señala que los seis «secretos» en inglés deletrean «SHEILA», y que una fotografía tomada el primer día muestra a cada uno de ellos debajo de una letra del nombre de Sheila que corresponde a su pista, a excepción de la última letra «A», que rompe el patrón.
Con esto, queda claro lo que realmente sucedió: después de que Alice (con quien Parkman había tenido una aventura amorosa) confesó haber sido una ladrona de tienda la primera noche, él cambió su propia tarjeta: «TÚ eres ALCOHÓLICO», la A que falta, por una más condenatoria, «TÚ eres un ASESINO DE ATROPELLO Y FUGA», sabiendo que ambos secretos se aplicaban a su esposa Lee. Mientras se duchaba antes del segundo juego, hizo arreglos para que Lee viera esa nueva carta y pensó que el propósito del juego era exponerla por su papel en la muerte de Sheila. En la segunda noche, asesinó a Greene e incriminó a Lee por el hecho. Luego, llenó la botella de whisky de Bourbon de Lee con pastillas para dormir, y después de que ella se lo bebió, llevó su cuerpo a la bañera y le cortó las muñecas, haciéndolo parecer un suicidio. Por lo tanto, el patrimonio de Lee, valorado en $ 5 millones, fue para él, haciéndolo rico y libre para perseguir otros intereses románticos. Dexter también había intentado matar a Greene con las hélices del barco para evitar que su secreto saliera a la luz. Al ser descubierto, Parkman intenta matar a Dexter, pero se detiene cuando Christine sube al yate para una cita sexual. Dexter luego chantajea a Parkman: a cambio de mantener el secreto de que Parkman mató a Greene, Parkman debe financiar la próxima película de Dexter con el dinero del patrimonio de Lee.

## Reparto
- Richard Benjamin como Tom Parkman.
- Dyan Cannon como Christine.
- James Coburn como Clinton Greene.
- Joan Hackett como Lee Parkman.
- James Mason como Philip Dexter.
- Ian McShane como Anthony Wood.
- Raquel Welch como Alice Wood.
- Yvonne Romain como Sheila Greene.

## Producción
La película se inspiró en una serie irregular de elaboradas búsquedas del tesoro de la vida real que Sondheim y Perkins organizaron para sus amigos del mundo del espectáculo (incluidos Lee Remick y George Segal) en Manhattan a fines de la década de 1960 y principios de la de 1970. Herbert Ross también participó en la búsqueda del tesoro con su esposa, Nora Kaye. Ross dijo que una de las pistas se deletreó en el glaseado de un pastel que había sido cortado en diferentes pedazos.
El clímax de una cacería se llevó a cabo en el vestíbulo de un albergue de mala muerte, donde los participantes escucharon un LP que saltaba y repetía sin cesar la primera línea del estándar de Harold Arlen/Johnny Mercer «One for My Baby», «It's quarter to three ...» («Son las tres menos cuarto» en español). El equipo ganador finalmente reconoció la pista, 2:45, e inmediatamente se dirigió a la habitación 245 del hotel, donde los esperaban botellas de champán.
Sondheim recordó más tarde:
La idea de la película surgió de dos juegos de asesinatos que ideé hace algún tiempo. Uno fue para Phyllis Newman; el otro para cuatro parejas justo después de que salí de la universidad. ¿Un juego de asesinatos? No, nadie es asesinado. Con las cuatro parejas, le dije a cada persona que pensara en una forma de matar a uno de los otros durante el fin de semana que pasaríamos juntos en el campo. Luego repartimos sobres y dentro de uno había una 'X'. Esa persona era la única que iba a llevar a cabo su plan; los demás debían pasar el tiempo evitando ser asesinados.
 Herbert Ross hizo la película para su propia productora; fue distribuido por Warner Bros. Según Ross:
Si tienes un grupo de personas en un barco, el barco se convierte en una metáfora de la existencia, no puedes evitarlo. No es un símbolo por el que uno se esfuerce, pero sucede. No es una película sobre la gente del cine, es sobre la gente. . . Te diré de qué se trata esta película. Se trata de civilización y barbarie. No se puede compensar la ausencia de civilización.

### Casting
Stephen Sondheim dijo que él y Perkins «pensaron en los secretos antes que en los personajes». El personaje de Dyan Cannon se basó en la agente de talentos Sue Mengers.
Herbert Ross originalmente le ofreció el papel a la propia Mengers, pero ella lo rechazó alegando que muchos de sus clientes estaban sin trabajo. En lugar de eso, propuso a su cliente, Dyan Cannon, para el papel. Mengers declaró: «Pero vinieron y tomaron fotos de mi oficina para ver cómo se ve la oficina de una agente ... Está lleno de helechos y plantas. Quieren construir un decorado como este en Niza».
Cannon dijo más tarde que al principio no quería hacer la película porque no le gustaba el papel: «[E]l guion parecía demasiado amplio, todos caricaturizados, especialmente mi parte. Quiero decir, Sue Mengers es salvaje, pero no tan salvaje. Parecía no haber humanidad en los roles de las mujeres». Ella dijo que Mengers la convenció de que «será una oportunidad para mostrarles que tienes algo más que tus atractivos obvios». Cannon dijo que ganó 19 libras para interpretar el papel, y que el papel «finalmente cambió, se profundizó. Todavía tenía que aportar mucho y creo que el resultado no se parece a nada que haya hecho».
James Mason interpretó a un director de cine fracasado, que, según los informes, se basó en una combinación de dos directores de la vida real. «Steve y Tony insisten en que escribieron el papel para mí», dijo Mason. «Si lo hicieron, lo hicieron por una imagen prefabricada. Si el director pasado de moda es interpretado por alguien que hace apariciones constantes en The Late, Late Show, ayuda. En consecuencia, lo interpreto como la idea que todos tienen de James Mason».
Raquel Welch interpretó a una estrella de cine e Ian McShane a su mánager-marido. Welch afirmó que los dos se basaron en Ann-Margret y su esposo, Roger Smith. Sondheim dijo más tarde que el papel en realidad estaba basado en la propia Welch y su exesposo Patrick Curtis. En una entrevista de 1975, Welch dijo que pensaba que El fin de Sheila una de las películas en las que se consideraba que había sido «buena», junto con Kansas City Bomber y Myra Breckenridge.

### Rodaje
La película se rodó en el sur de Francia. En una entrevista para la proyección del cuadragésimo aniversario de la película, Cannon dijo que filmar en un yate real resultó ser demasiado difícil, por lo que la producción se detuvo, dejando al elenco varado en el lugar: «Así que tuvimos que esperar en el sur de Francia. mientras construyeron un set en los Victorine Studios [en Niza] para nosotros. Tuvimos que pasar nuestros días tirados en la playa, yendo a almorzar y de compras. ¡Fue un trabajo duro!».
El rodaje no fue fácil; según Cannon, el primer camarógrafo fue despedido y el yate se hundió. Esto requirió volver a filmar al principio del proceso. También hubo quejas sobre el comportamiento de Welch. A su vez, anunció que estaba demandando a Herbert Ross por agresión como resultado de un incidente en su camerino. Afirmó que tuvo que huir a Londres durante el rodaje «para escapar del daño físico». Sin embargo, luego regresó a Niza para filmar las escenas finales de la película, aunque se le proporcionó un guardaespaldas. Más tarde, Warner Bros. emitió una declaración en apoyo de Ross y criticó a Welch por sus «expresiones públicas». Mason le dijo a un periódico en ese momento que Welch era «la actriz más egoísta, maleducada y desconsiderada con la que he tenido el disgusto de trabajar».
Joel Schumacher trabajó en la película como diseñador de vestuario.

## Banda sonora
La banda sonora original fue compuesta por Billy Goldenberg. La canción de Bette Midler «Friends» suena mientras la escena final pasa a los créditos finales.

## Recepción
La recepción crítica de la película fue en su mayoría positiva. En el sitio web del agregador de reseñas Rotten Tomatoes, el 89% de las reseñas de 18 críticos son positivas, con una calificación promedio de 7/10. Vincent Canby de The New York Times calificó la película como «un misterio de asesinato a la antigua» que «hace que el asesinato, así como la vida, sea más interesante». Roger Ebert, del Chicago Sun-Times, le dio a la película tres estrellas y media de cuatro, elogió al elenco y al guion y dijo: «Es el tipo de película que te envuelve en sí misma y te absorbe en el mismo momento en que Estás siendo impresionado por su inteligencia. Y te deja pensando que, después de todo, Sheila la sacó barata».
En una reseña de 2007 para Empire, Kim Newman le dio a la película cuatro estrellas y escribió: «Sigue siendo un placer subestimado, un raro misterio original de la película (la mayoría de las historias policíacas están adaptadas de novelas, lo que significa que su público objetivo ya conoce la solución) con diálogos tan precisamente convertido como uno de los tic de Norman Bates o las navajas de Sweeney Todd».

## Legado
Los cineastas Edgar Wright y Larry Karaszewski han elogiado la película en introducciones grabadas para Turner Classic Movies y Trailers from Hell, respectivamente.
Beau Flynn y Joel Silver fueron enlistados a un anuncio de 2012 de que New Line Cinema haría una nueva versión de la película, aunque el proyecto nunca se produjo.
El director Rian Johnson citó a The Last of Sheila como inspiración para su película Knives Out de 2019, así como para su secuela de 2022 Glass Onion, que incluye la última aparición cinematográfica de Sondheim.
Perkins y Sondheim intentaron colaborar nuevamente dos veces más, en The Chorus Girl Murder Case y Crime and Variations, pero los proyectos finalmente no se realizaron.

## Premios
Perkins y Sondheim ganaron el premio Edgar de 1974 a la mejor película de Asociación de Escritores de Misterio de Estados Unidos.